# 사사키 이사오 (피아니스트)
사사키 이사오(佐佐木功, 1953년 3월 1일 ~ )는 일본의 뉴에이지 재즈 피아노 연주자이자 작곡가이다. 대한민국에는 서구식 표기인 이사오 사사키(Isao Sasaki)로 알려져 있다.

## 연혁
사사키 이사오는 1953년에 홋카이도의 삿포로시에서 태어났다. 3세의 어린 나이에 영재교육을 받아 바이올린을 켜기 시작하여, 19세에 피아노로 전향하였다. 그는 독학으로 피아노를 공부하였다. 1978년에 뉴욕 시으로 건너가 스즈키 밴드와 밥 모제스의 레코딩에 참여하고, 귀국하여 오리지널 작품을 중심으로 솔로 앨범 『Muy Bien』을 발표하면서 본격적으로 재즈 피아니스트로서 활동하기 시작하였다.
대한민국에는 1999년 12월 1일 특별한 사연에 의해 앨범이 출시되게 되었다. 한 여성이 사연과 함께 Sky Walker가 담긴 테이프를 스톰프 뮤직에 보내와, 음악을 만든 사람을 찾아 7개월간의 수소문 끝에 사사키 이사오의 연주곡으로 밝혀지면서 대한민국에 발매되었다. 이를 기념하여 “Missing you”로 이름이 붙여졌다. 이사오 사사키의 sky walker는 autumn serenade와 함께 이미 1996년에 재즈 테이프에 수록되어 발매된 바가 있다. 
주로 대한민국과 일본을 오가며 작고 커다란 콘서트를 열거나 하고 있다.
2007년 8월 22일 10번째 앨범인 Eternal Promise가 먼저 대한민국에 발매되었다. 일본에서의 출시는 아직 예정되어 있지 않다.
2009년 9월 8일에는 한국에서 '찾아가는 무료 음악 콘서트'를 개최하며, 함께 앨범을 낸 배우 구혜선이 게스트로 공연에 참여한다.

## 음반
발매날짜는 대한민국에 출시된 날짜를 기준으로 하고 있으며, '스톰프 뮤직'에서 발매하고 있다.

### 출시 앨범
1. Missing you - 1999년 12월 1일
2. moon & wave - 2000년 1월 1일
3. stars & wave - 2001년 2월 1일
4. eyes for you - 2001년 10월 1일
5. forever - 2002년 10월 22일
6. Live in seoul - 2004년 2월 5일
7. framescape - 2004년 9월 21일
8. Skywalker the best - 2005년 5월 17일
9. Insight - 2006년 1월 10일
10. Eternal Promise - 2007년 8월 22일

### 미출시 앨범
아래는 대한민국에서 발매되지 않은 앨범이다.
- Muy Bien
- Wind Drive
- Autumn Serenade
- Stone
- MALLORCA

### 참여
- 영화 《봄날은 간다》 OST 6번 트랙: One Fine Spring Day (Instrumental) ― 2001년 9월 9일

## 같이 보기
- 구라모토 유키
- 오승국
- 윤한
- 이루마
- 조지 윈스턴

## 참조
1. 1 2  조선일보,이사오 사사키·구혜선과의 피아노 수업… '9월 무료 콘서트'
2. ↑  “Missing you”. 스톰프 뮤직. 2009년 2월 11일에 확인함.[깨진 링크(과거 내용 찾기)]
3. ↑  “Eternal Promise”. 2008년 11월 20일에 원본 문서에서 보존된 문서. 2008년 2월 11일에 확인함.